# Mitricephala milleri
Mitricephala milleri är en insektsart som beskrevs av Willy Adolf Theodor Ramme 1941. Mitricephala milleri ingår i släktet Mitricephala och familjen Pyrgomorphidae. Inga underarter finns listade i Catalogue of Life.